# 玉滝村
玉滝村（たまたきむら）は三重県阿山郡にあった村。現在の伊賀市の北端にあたる。

## 地理
- 山岳：岩尾山

## 歴史
- 1889年（明治22年）4月1日 - 町村制の施行により、玉滝村・内保村・槇山村の区域をもって阿拝郡玉滝村が発足。
- 1896年（明治29年）4月1日 - 所属郡が阿山郡に変更。
- 1954年（昭和29年）10月1日 - 河合村と合併して阿拝村が発足。同日玉滝村廃止。